# Star Air Aviation
A Star Air é uma companhia aérea do Paquistão.

## Frota
- 1 Boeing 727-200F
- 1 Cessna 402
- 1 Dornier Do 28